# Turó de Can Fonts
El Turó de Can Fonts és una muntanya de 607 metres que es troba al municipi de la Llacuna, a la comarca de l'Anoia.